# Nachum Gutman
Nachum Gutman (hebrejsky: נחום גוטמן, ‎15. října 1898 – 28. listopadu 1980) byl izraelský malíř, sochař a spisovatel.

## Biografie
Narodil se v Teleneşti v Besarábii v Ruském impérium (dnešní Moldavsko) jako čtvrté dítě Altera a Rivky Gutmanových. Jeho otec byl spisovatel a učitel a používal literární pseudonym S. Ben Zion. V roce 1903 se rodina přestěhovala do Oděsy a o dva roky později do osmanské Palestiny. Během první světové války bojoval v Židovské legii a po válce odešel studovat do Evropy.

### Umělecká kariéra
Gutman pomáhal propagovat výrazný izraelský styl a odklonil se tak od evropských vlivů svých učitelů. Pracoval s řadou materiálů: olej, akvarely, kvaše, pero a inkoust. Jeho sochy a pestrobarevné mozaiky lze spatřit na veřejných prostranstvích v Tel Avivu. Vnitřní nástěnné malby, zachycující dějiny Tel Avivu lze spatřit v západním křídle budovy Šalom Tower a budovy vrchního rabinátu. Jeho mozaikovou fontánu, zobrazující výjevy z židovských dějin lze nalézt na rohu Bialikovy ulice před budovou staré telavivské radnice.
Gutmanův umělecký styl byl eklektický a rozsahem jak figurativní až abstraktní. Mimo to byl též známý spisovatel a ilustrátor dětských knih, za což roku 1978 získal Izraelskou cenu.

## Ocenění a pocty

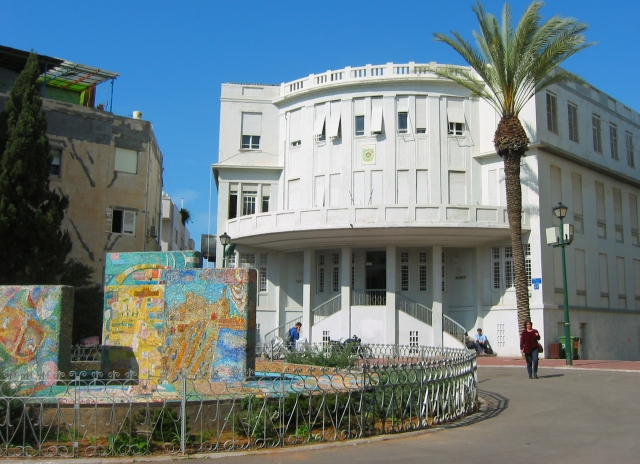
Mozaiková fontána navržená Nachumem Gutmanem, Bialikova ulice v Tel Avivu

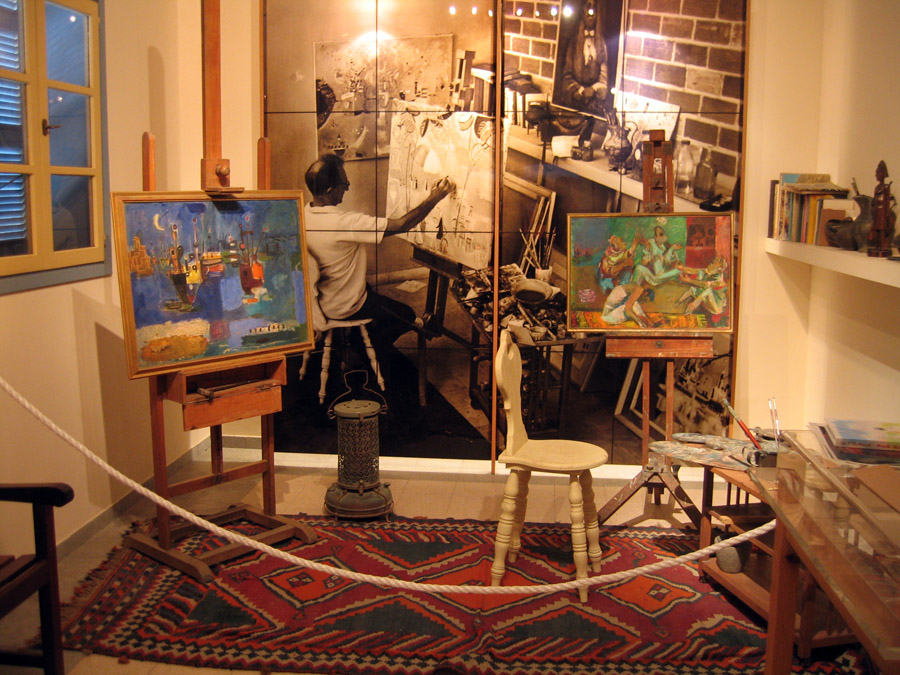
Gutmanovo studio, Umělecké muzeum Nachuma Gutmana

Gutman získal řadu uměleckých a literárních ocenění:
- 1938: Dizengoffova cena za malování[4]
- 1946: Lamdanova cena za dětskou literaturu
- 1955: Sicilská cena za akvarel na São Paulo Biennale
- 1956: Dizengoffova cena za malování[4]
- 1962: Hans Christian Andersen Literary Prize on behalf of Unesco for his book "Path of Orange Peels"
- 1964: Jacivova cena
- 1969: Fichmanova cena za literaturu a umění
- 1974: Čestný doktorát filosofie na Telavivské univerzitě
- 1976: Čestné občanství města Tel Aviv
- 1978: Izraelská cena za dětskou literaturu[5]

V telavivské čtvrti Neve Cedek existuje Muzeum Nachuma Gutmana, představující umělcovo dílo. V roce 2005 byl v internetové soutěži 200 největších Izraelců zvolen 110. největším Izraelcem všech dob.

## Dílo
- Path of the Orange Peels: Adventures in the Early Days of Tel Aviv (anglický překlad: Nelly Segal) Dodd, Mead & Company, 1979